# Go-Sai
Go-Sai (後西天皇?, Go-Sai-tennō; 1º gennaio 1638 – 22 marzo 1685) è stato il 111º imperatore del Giappone secondo il tradizionale ordine di successione.

## Biografia
Conosciuto anche con il nome di Go-Saiin (後西院天皇?, Go-Saiin-tennō), regnò dal 1654 sino al 1663. Il suo nome personale era Nagahito (良仁?), ed era chiamato anche Yoshihito.
Si tratta dell'ottavo figlio dell'imperatore Go-Mizunoo. I due imperatori precedenti, Meishō e Go-Kōmyō erano suoi parenti (la prima sorellastra e il secondo fratellastro, infatti avevano in comune il padre e non la madre.)
Ebbe diverse compagne e molti figli, da Akiko (明子女王) ebbe Tomoko (誠子内親王) e Hachijō-no-miya Osahito (八条宮長仁親王), mentre da Seikanji Tomoko (清閑寺共子) ebbe più di 10 figli.